# Potulice (Wągrowiec)
Pour les articles homonymes, voir Potulice (homonymie).
Potulice (prononciation : [pɔtuˈlit͡sɛ]) est un village polonais de la gmina de Wągrowiec dans le powiat de Wągrowiec de la voïvodie de Grande-Pologne dans le centre-ouest de la Pologne.
Il se situe à environ 12 kilomètres à l'ouest de Wągrowiec (siège de la gmina et du powiat), et à 46 kilomètres au nord de Poznań (capitale de la Grande-Pologne).
Le village possédait une population de 471 habitants en 2013.

## Histoire
De 1975 à 1998, le village faisait partie du territoire de la voïvodie de Piła.

Depuis 1999, Potulice est situé dans la voïvodie de Grande-Pologne.

## Site touristique
Le village possède une église en bois datant de 1728.